# 1991 w Wojsku Polskim
Kalendarium Wojska Polskiego 1991 – strona przedstawia wydarzenia w Wojsku Polskim w roku 1991.

## Styczeń
- do uzbrojenia Wojska Polskiego wdrożono 5,45 mm karabinek wz. 88.

## Luty
28 lutego
- Klub Garnizonowy w Gubinie po raz piętnasty organizował Przegląd Piosenki Żołnierskiej Śląskiego Okręgu Wojskowego[1]

## Marzec
11 marca

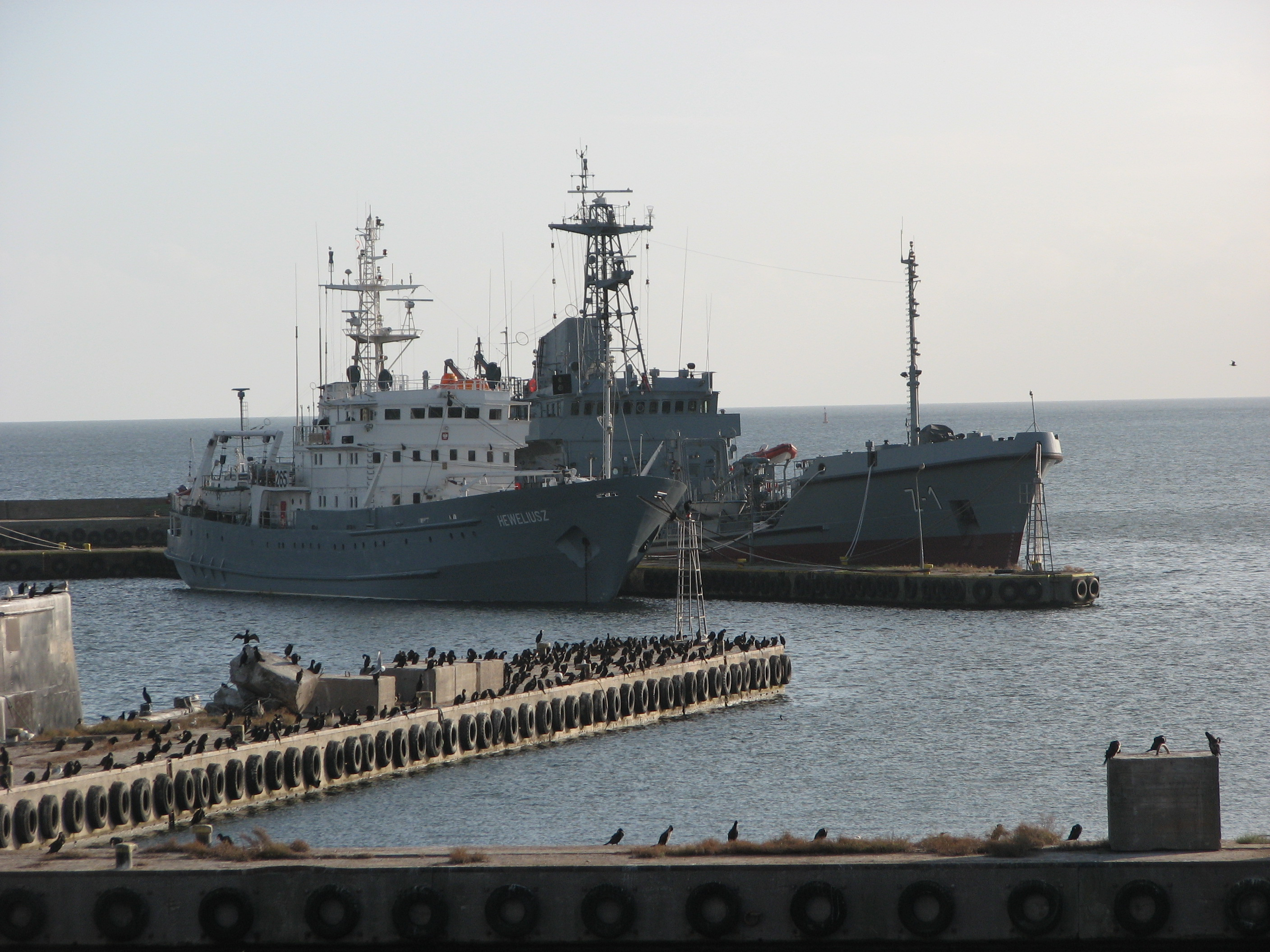
ORP „Bałtyk”

- do służby wszedł zbiornikowiec ORP „Bałtyk”

## Maj
16 maja
- powołano do życia Straż Graniczną
- zarządzeniem MSW nr 47 sformowano Lubuski Oddział Straży Granicznej[2]
- strażnice byłego batalionu WOP Gubin i GPK (Graniczny Punkt Kontrolny) weszły w skład Lubuskiego Oddziału SG[1]

19 maja
- rozformowano Morską Brygadę Okrętów Pogranicza im. kmdr. por. Franciszka Dąbrowskiego
- sformowano Morski Oddział Straży Granicznej i podporządkowano go Ministrowi Spraw Wewnętrznych

28 maja
- 6 pułk zmechanizowany z Wałcza przyjął tradycje bojowe formacji piechoty oznaczonych cyfrą "6"

## Wrzesień
30 września
- szefem Wojskowych Służb Informacyjnych został kadm. Czesław Wawrzyniak

## Listopad
16 listopada
- 5 Batalion Strzelców Podhalańskich[3] otrzymał imię gen. bryg. Andrzeja Galicy[4]

27 listopada
- Sąd Warszawskiego Okręgu Wojskowego w Warszawie stwierdził nieważność wyroku skazującego dnia 19.01.1948 roku kpt. Wacława Alchimowicza, ponieważ przypisane mu przestępstwa związane były z jego działalnością na rzecz niepodległego bytu Państwa Polskiego[5].